# بيير براسو
بيير براسو (بالفرنسية: Pierre Brassau)‏ كان شمبانزي وموضوع خدعة قام بها الصحفي في صحفية  التابلويد السويدية غوتهبورغس-تيدنينغن أوكه أكسلسون في العام 1964. جاء أكسلسون بفكرة إقامة معرض لمجموعة من اللوحات يرسمها أحد الرئيسيات من غير البشر، وكأنها عمل لفنان (إنسان) مجهول سابقا فرنسي سمَّاه «بيير براسو»، من أجل اختبار قدرة النقاد التمييز بين الفن الحديث الطليعي الحقيقي وعمل الشمبانزي.
لم يكن «بيير براسو» سوى شمبانزي شائع يبلغ من العمر 4 سنوات، ويدعى بيتر من حديقة حيوان بوراس ديوربارك السويدية. أقنع أكسلسون مربي بيتر البالغ من العمر 17 عاما بأن يعطي الشمبانزي فرشاة ودهانا. بعد أن عمل بيتر العديد من اللوحات، اختار أكسلسون أفضل أربع لوحات ورتب أن يتم عرضها في معرض كريستينا في غوتبورغ في السويد. بينما انتقد بعض النقاد اللوحات بموضوعية حتى قال أحدهم «لا يمكن أن يرسم هذه إلا قرد» أشاد آخرون بالأعمال، حيث كتب رولف أندربيرغ من غوتهبورغس-بوستن «براسو يدهن بضربات قوية، مع تصميم واضح. تتلوى ضربات فرشاته بحساسية غاضبة. بيير فنان يؤدي عمله بحساسية راقصة باليه.»
بعد أن تم كشف الخدعة، أصر رولف أندربيرغ بأن عمل بيتر/بيير «لا يزال أفضل لوحة في المعرض.» اشترى جامع فن خاص إحدى اللوحات ب90 دولار أمريكي، أي ما يعادل 703 دولارا في عام 2017.
في عام 1969 نُقل بيتر إلى حديقة حيوانات تشسيتر في إنجلترا.

## وصلات خارجية
- الفنان الطليعي بيير براسو